# Mindaros
Mindaros (zm. 410 p.n.e.) – wódz spartański.
W czasie II wojny peloponeskiej pełnił funkcję naczelnego wodza floty spartańskiej. W 411 p.n.e. dowodząc 86 okrętami opanował ważne greckie pozycje w Hellesponcie. Utracił je w bitwie pod Kynossema przegrywając z flotą ateńską dowodzoną przez Trazybula i Tryzyllosa.
Drugą klęskę poniósł w 410 p.n.e. w bitwie pod Kyzikos, pokonany przez okręty ateńskie pod wodzą Alkibiadesa.